# 大井俣窪八幡神社
大井俣窪八幡神社（おおいまたくぼはちまんじんじゃ）は、山梨県山梨市にある神社。通称窪八幡神社。

## 沿革
創建当初は大井俣神社と称していたが、後に現在の窪の地に移したため大井俣窪八幡神社、窪八幡神社といわれるようになった。別当寺に普賢寺がある。
由緒に拠れば清和天皇の勅願により、貞観元年（859年）に宇佐八幡宮が勧請されたのが始まりといわれている。当初は笛吹川の中島の大井俣の地に建立され、後に現在地に遷座した。
一帯は中世に八幡郷が成立。戦国期には甲斐国守護武田氏の崇敬を集め、現在の本殿は応永17年(1410年)に甲斐守護武田信満が再建したものである。永正13年（1516年）には駿河国の今川氏が甲斐西郡の国衆大井氏に加担し甲斐国内に侵攻し、この際の兵火により社殿の多くを消失し、現存する建造物の多くはこの後に再建されたものが多い。
窪八幡神社本殿は永正16年（1519年）に甲斐守護・武田信虎により造営された。これは大永2年（1522年）に造営された山梨市大工の天神社本殿と一連のもので、両社は古代条里制を利用した東西中軸線によって結ばれ、建築様式にも共通性が見られる。
『王代記』によれば、天文12年（1543年）・天文20年（1551年）には「一ノ堰」から用水の引き入れが行われている。「一ノ堰」は窪八幡神社境内のみならず、近世には八幡北村・八幡南村を灌漑している。

## 文化財
重要文化財

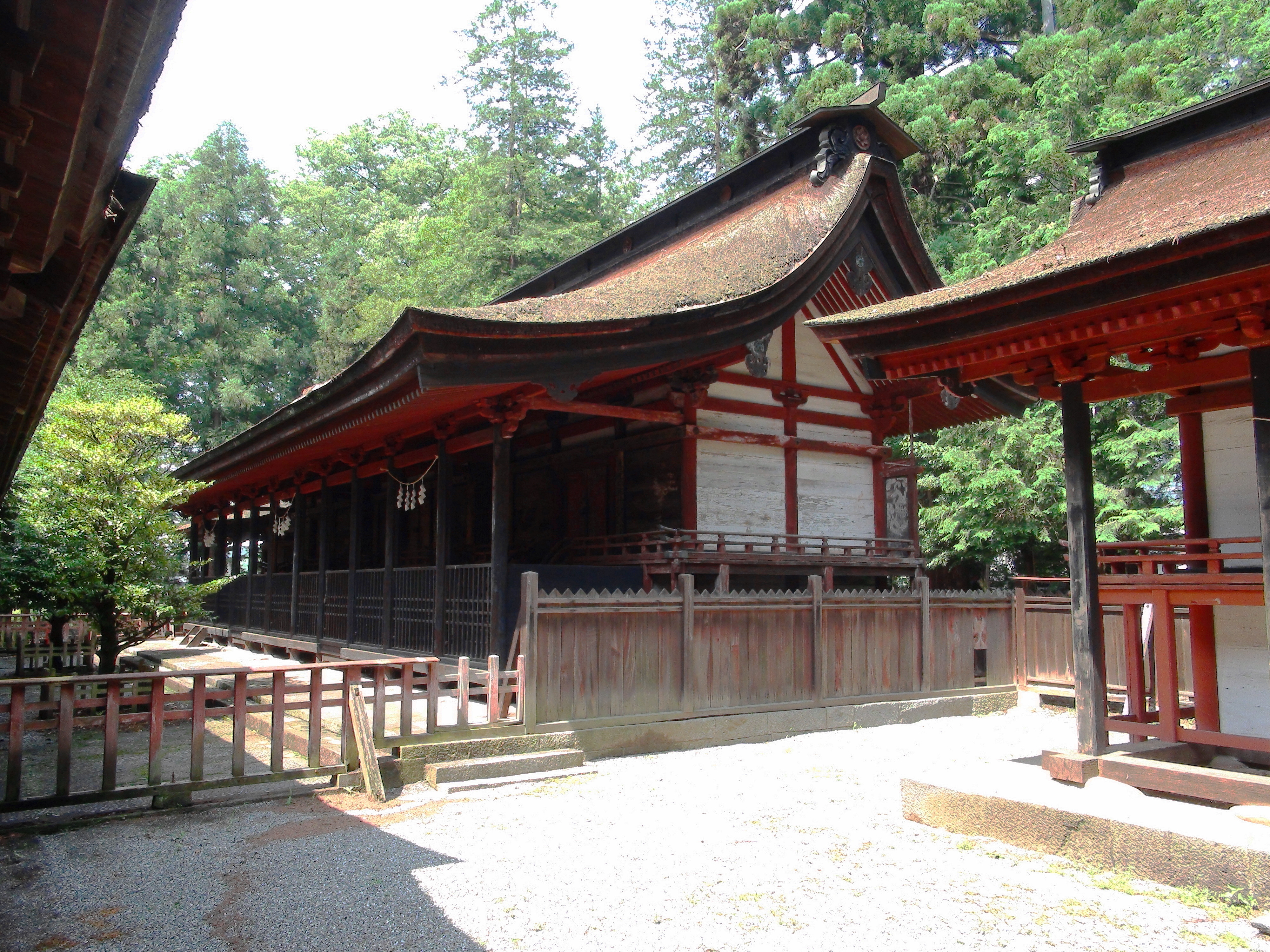
大井俣窪八幡神社 本殿

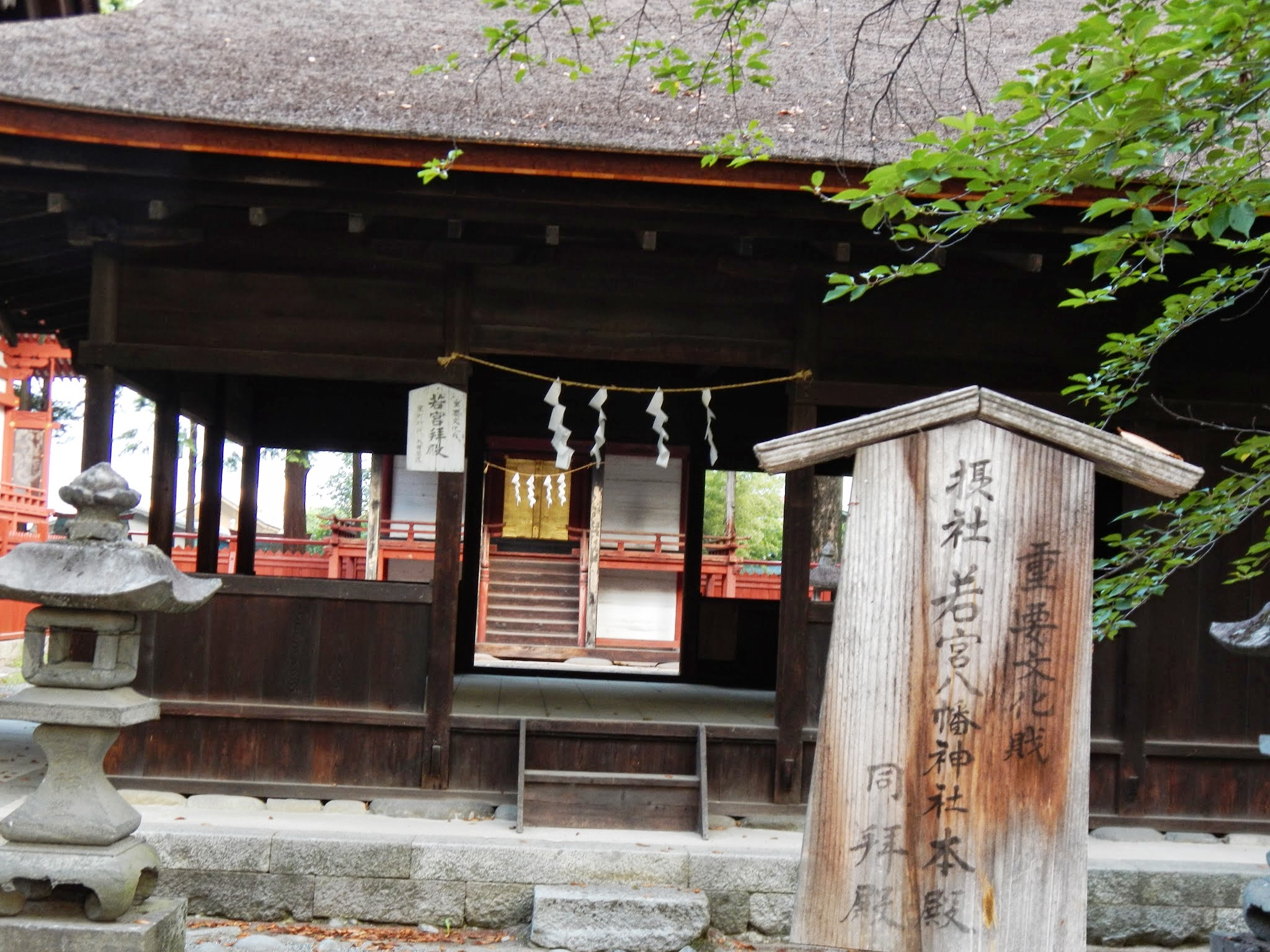
窪八幡神社本殿 附 旧壁板(永正十六年)5枚 - 明治40年8月28日指定（旧壁板は平成10年12月25日追加指定）
- 窪八幡神社拝殿 附 鰐口1口 - 昭和24年2月18日指定
- 窪八幡神社鳥居 - 昭和28年2月18日指定
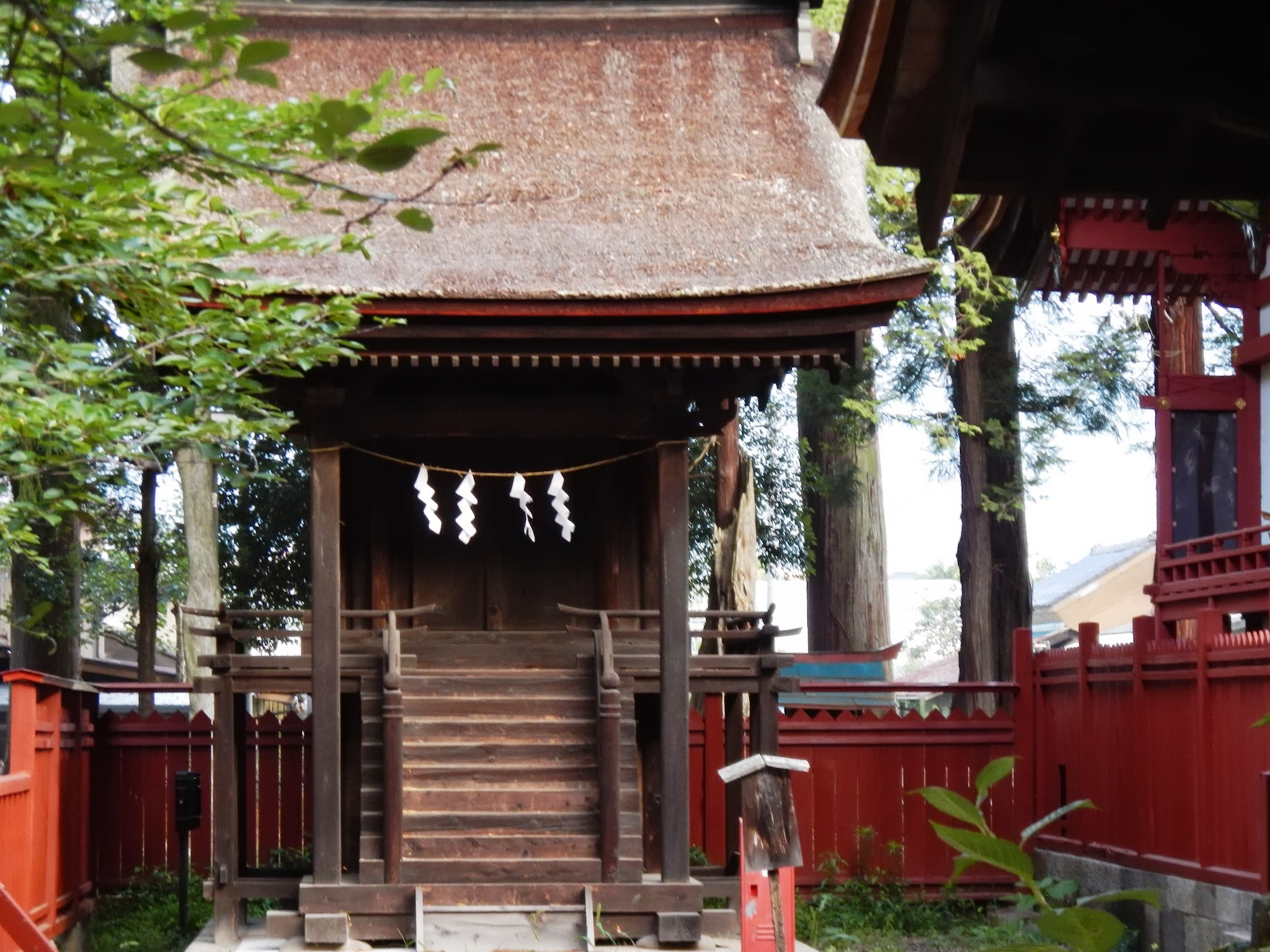
窪八幡神社摂社若宮八幡神社本殿 - 昭和24年2月18日指定
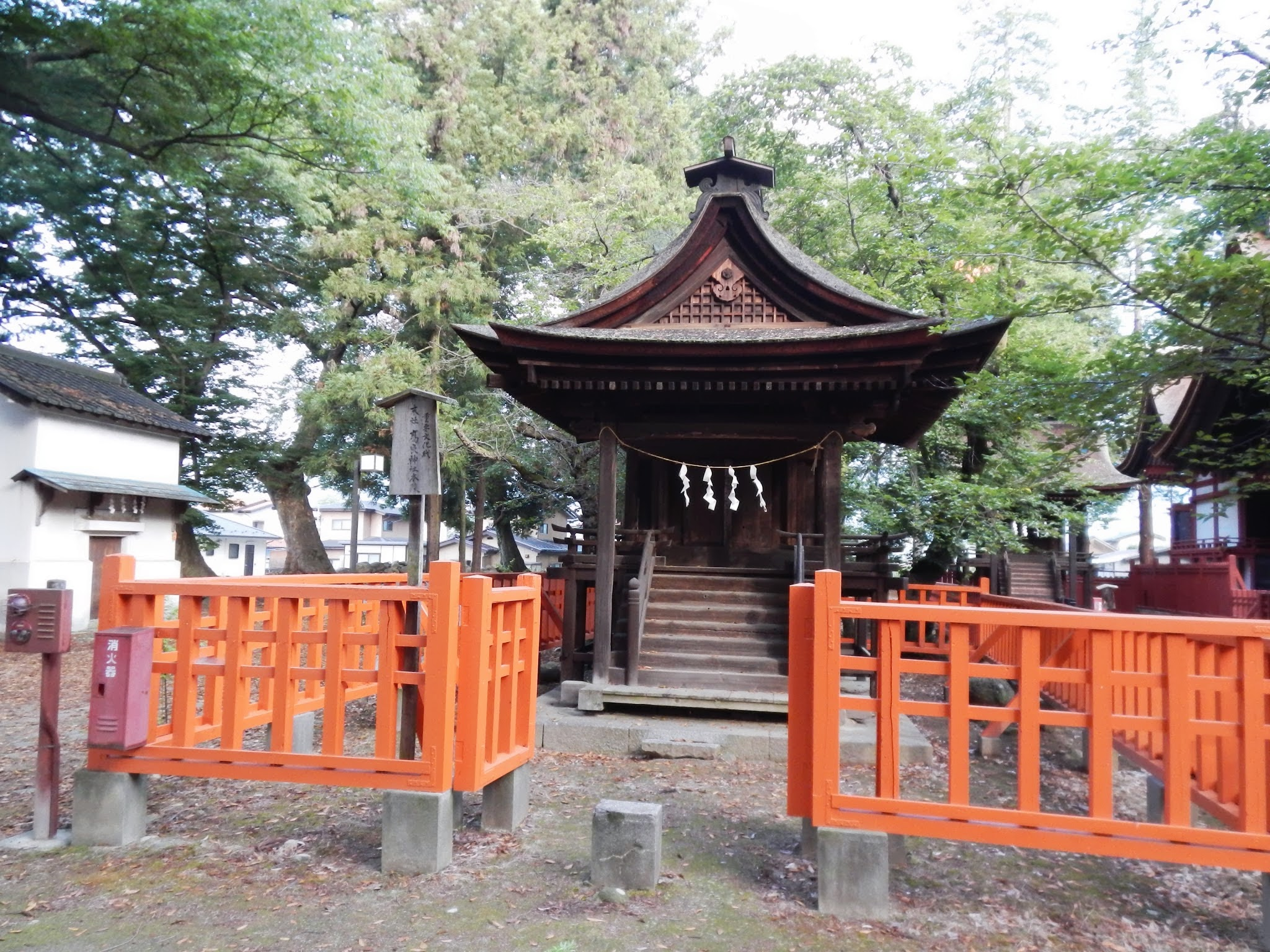
窪八幡神社摂社若宮八幡神社拝殿 - 昭和24年2月18日指定
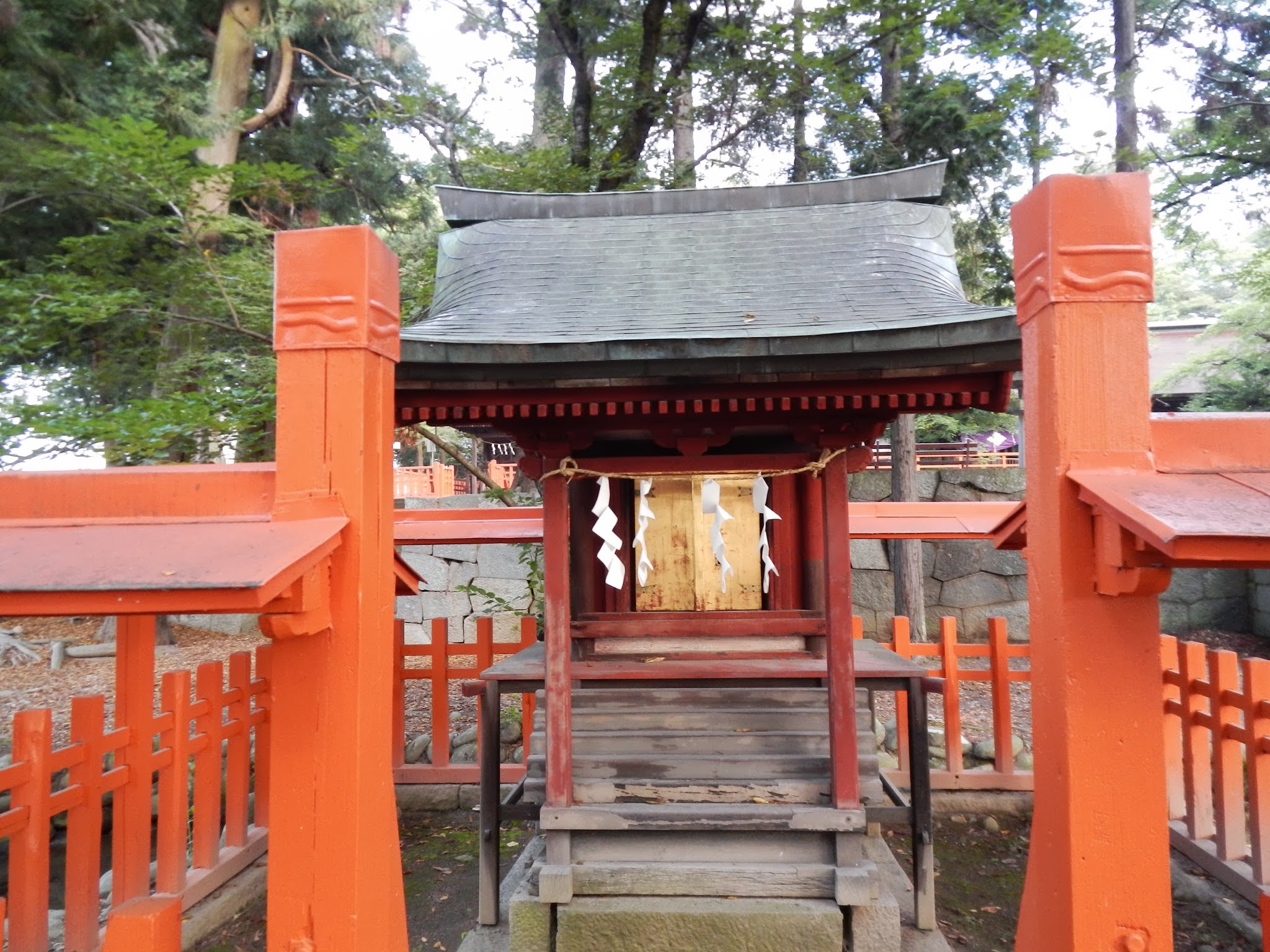
窪八幡神社末社武内大神本殿 - 昭和24年2月18日指定
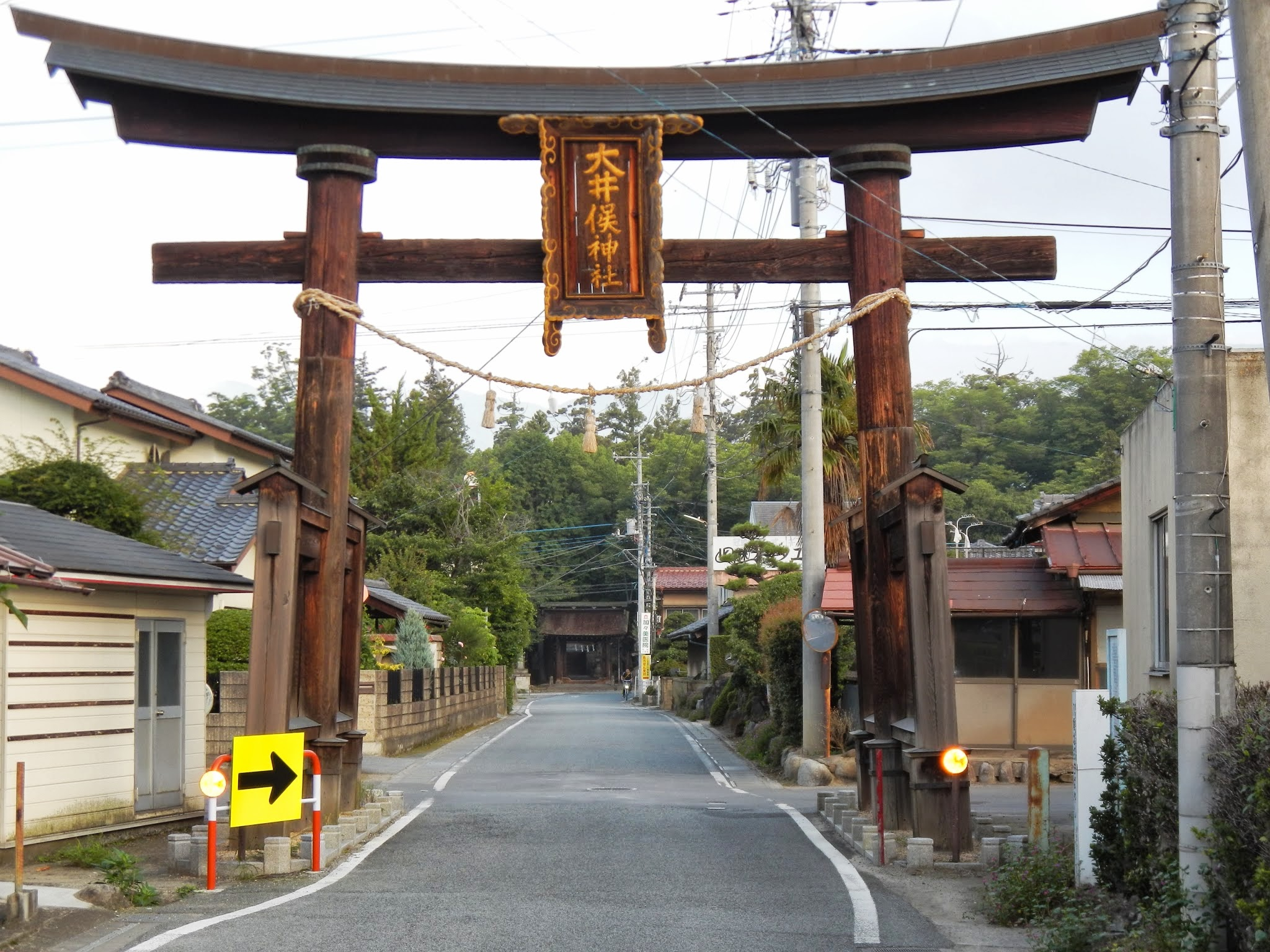
鳥居

本殿正面に向かい左側に位置する。社記によれば、明応9年（1500年）に久保川豊前守により再建されたという。
- 窪八幡神社末社高良神社本殿 - 昭和24年2月18日指定
- 窪八幡神社末社比咩三神本殿- 昭和24年2月18日指定
- 窪八幡神社神門 附 石橋1基 - 昭和24年2月18日指定

神社正面の小川に架橋された石橋で、天文4年（1535年）、高遠石工による造立の銘を持つ。花崗岩製で反勾欄付。戦国期の高遠石工の作例であるとする銘に関しては、江戸時代の元禄期以降に高遠石工により修復されたとする説もあるが、神門と同時期に造立されたと考えられている。
山梨県指定文化財
- 窪八幡神社鐘楼 - 昭和54年12月28日指定
- 窪八幡神社如法経塔 - 昭和61年3月19日指定
- 紙本墨画淡彩窪八幡神社境内古絵図 - 昭和60年9月4日指定
- 木造狛犬 - 昭和56年3月12日指定

戦国時代造立の狛犬。三組の像で、台座裏の墨書から中方像、南方像、北方像と称され、年記は天文17年（1548年）、永禄8年（1565年）、永禄11年（1568年）。中方像は阿形像が像高64.4センチメートル、吽形像が62.8センチメートル、南方像は阿形像が58.8センチメートル、吽形像が57.4センチメートル、北方像は阿形像は像高56.5センチメートル、吽形像が55.4センチメートル。前後に六材を矧ぎ、尾・脚・脚先を矧ぐ。後補の玉眼は全て亡失している。現在は宝物殿に保管されているが、本来は本殿前の左右に置かれていた。
- 摂社若宮八幡神社拝殿
- 末社武内大神本殿
- 末社高良神社本殿
- 末社比咩三神本殿
- 鳥居